# Озерки (Караідельський район)
Озе́рки (рос. Озёрки, башк. Озерки) — присілок (у минулому село) у складі Караідельського району Башкортостану, Росія. Адміністративний центр Озеркинської сільської ради.
Населення — 501 особа (2010; 514 у 2002).
Національний склад:
- росіяни — 48 %
- башкири — 36 %